# روبرت لورنس ستاين
روبرت لورنس ستاين (بالإنجليزية: Robert Lawrence Stine) (وُلد في 8 أكتوبر عام 1943)، والمعروف أحيانًا باسم جوفيال بوب ستاين وإريك أفابي، هو روائي أمريكي وكاتب قصة قصيرة ومنتج تلفزيوني وكاتب سيناريو ومحرر تنفيذي.
يُشار إلى ستاين باسم «ستيفن كينغ لأدب الأطفال» وهو مؤلف لمئات من روايات الرعب الخيالية، بما في ذلك الكتب في سلسلة شارع الخوف وصرخة الرعب والمدرسة الفاسدة وأغلبه شبحي وغرفة الكابوس.  وتشمل بعض أعماله الأخرى ثلاثية مجندو الفضاء، واثنين من كتب ألعاب التنصت، وعشرات من كتب النكت. اعتبارًا من عام 2008، بيعت كتب ستاين بأكثر من 400 مليون نسخة. 

## نشأته
وُلد ستاين في 8 أكتوبر عام 1943 في كولومبوس، أوهايو، ابن لويس ستين، موظف شحن، وآن فاينشتاين.  نشأ وترعرع في بيكسلي، أوهايو. ينحدر من عائلة يهودية. بدأ الكتابة في سن التاسعة، عندما وجد آلة كاتبة في العلية، ثم بدأ في كتابة القصص وكتب النكت. وفقًا لحكايات من القبو الوثائقيّة: من الكتب الفكاهية إلى التلفزيون، قال روبرت لورنس ستاين أنه تذكر قراءة الكتب الفكاهية «حكايات من القبو» الشهيرة سيئة السمعة عندما كان شابًا، والتي نسبها كأحد أسباب إلهامه. تخرج من جامعة ولاية أوهايو عام 1965 بدرجة بكالوريوس آداب في اللغة الإنجليزية. أثناء وجوده في جامعة ولاية أوهايو، حرر روبرت لورنس ستاين مجلة جامعة ولاية أوهايو الفكاهية ذا سنديال لمدة ثلاثة من سنواته الأربع هناك. انتقل لاحقًا إلى مدينة نيويورك لمتابعة حياته المهنية باعتباره كاتبًا.

## مسيرته المهنية
كتب ستاين العشرات من كتب الفكاهة للأطفال تحت اسم جوفيال بوب ستاين وأنشأ مجلة الفكاهة بناناز. وُزعت مجلة بناناز للمراهقين من قبل مؤسسة إستلاستيك في 72 إصدار بين 1975 و 1984، بالإضافة إلى «الكتب السنوية» المختلفة والكتب الورقية. كان ستاين محررًا ومسؤولًا عن الكثير من الكتابة (من بين المساهمين الآخرين الكتاب روبرت ليتون، وسوزان لورد، وجين صامويلز والفنانين سام فيفيانو، وصموئيل بي وايتهيد، وبوب كي.تايلور، وبراين هندريكس، وبيل باسو، وهوارد كروس).

## حياته الشخصية
في 22 يونيو عام 1969، تزوج ستاين من جين فالدهورن، محررة وكاتبة شاركت في تأسيس باراشوت بريس في عام 1983. الطفل الوحيد للزوجين، ماثيو (وُلد في 7 يونيو عام 1980) وهو يعمل في صناعة الموسيقى.

## رواياته
لها أكثر من 20 رواية يذكر منها:
- الوحش الدموي
- القناع الاسود
- القبو الغامض
- منزل الموتى
- صرخة الرعب
- الخبزة الميتة
- الجبن الشرير
- زيت الزيتون المظلوم
- شارع الخوف

## وصلات خارجية
- روبرت لورنس ستاين على موقع IMDb (الإنجليزية)
- روبرت لورنس ستاين على موقع الموسوعة البريطانية (الإنجليزية)
- روبرت لورنس ستاين على موقع روتن توميتوز (الإنجليزية)
- روبرت لورنس ستاين على موقع ميوزك برينز (الإنجليزية)
- روبرت لورنس ستاين على موقع إن إن دي بي (الإنجليزية)
- روبرت لورنس ستاين على موقع ديسكوغز (الإنجليزية)
- روبرت لورنس ستاين على موقع قاعدة بيانات الفيلم (الإنجليزية)

- روبرت لورنس ستاين  على قاعدة بيانات الخيال التأملي على الإنترنت